# Gruppo Sportivo Littorio Rivarolo 1939-1940
Questa voce raccoglie le informazioni riguardanti il Gruppo Sportivo Littorio Rivarolo nelle competizioni ufficiali della stagione 1939-1940.

## Rosa
| N. |                   | Ruolo | Calciatore          |
| -- | ----------------- | ----- | ------------------- |
|    | Italia (bandiera) | A     | Manlio Boffardi     |
|    | Italia (bandiera) | A     | Bruno Borri         |
|    | Italia (bandiera) | C     | Carlo Canepa        |
|    | Italia (bandiera) | D     | Eugenio Cappetta    |
|    | Italia (bandiera) | A     | Mario Casagni       |
|    | Italia (bandiera) | C     | O. Catillo          |
|    | Italia (bandiera) | C     | Francesco Fumarelli |
|    | Italia (bandiera) | D     | Florio Gallarani    |
|    | Italia (bandiera) | C     | Dante Gambetta      |
|    | Italia (bandiera) | A     | Mario Gatti         |
|    | Italia (bandiera) | D     | Ugo Gazzari         |

| N. |                   | Ruolo | Calciatore        |
| -- | ----------------- | ----- | ----------------- |
|    | Italia (bandiera) | A     | Ernesto Guarnieri |
|    | Italia (bandiera) | D     | Aramis Lastraioli |
|    | Italia (bandiera) | C     | Rodi Lodi         |
|    | Italia (bandiera) | P     | Adriano Molinari  |
|    | Italia (bandiera) | D     | Francesco Parodi  |
|    | Italia (bandiera) | A     | Francesco Patri   |
|    | Italia (bandiera) | P     | Wulbran Santi     |
|    | Italia (bandiera) | D     | Edilio Solari     |
|    | Italia (bandiera) | A     | Giovanni Spinelli |
|    | Italia (bandiera) | D     | Francesco Taverna |
|    | Italia (bandiera) | C     | Virginio Terragno |